# Diocesi di Torri della Concordia
La diocesi di Torri della Concordia (in latino Dioecesis Turrensis Concordiae) è una sede soppressa e sede titolare della Chiesa cattolica.

## Storia
Torri della Concordia, nell'odierna Algeria, è un'antica sede episcopale della provincia romana di Numidia.
Unico vescovo noto di questa diocesi è Quodvultdeus, il cui nome appare all'86º posto nella lista dei vescovi della Numidia convocati a Cartagine dal re vandalo Unerico nel 484; Quodvultdeus, come tutti gli altri vescovi cattolici africani, fu condannato all'esilio.
Dal 1933 Torri della Concordia è annoverata tra le sedi vescovili titolari della Chiesa cattolica; dal 30 aprile 2020 il vescovo titolare è Giuseppe Natale Vegezzi, vescovo ausiliare di Milano.

## Cronotassi

### Vescovi residenti
- Quodvultdeus † (menzionato nel 484)

### Vescovi titolari
- Adam Sawicki † (23 novembre 1962 - 20 maggio 1968 deceduto)
- André Bernard Michel Quélen † (16 dicembre 1968 - 2 dicembre 1975 succeduto vescovo di Moulins)
- Joseph Frans Lescrauwaet, M.S.C. † (19 ottobre 1983 - 19 novembre 2013 deceduto)
- Salvatore Angerami † (27 settembre 2014 - 7 luglio 2019 deceduto)
- Giuseppe Natale Vegezzi, dal 30 aprile 2020